# NGC 5504
NGC 5504 é uma galáxia espiral barrada (SBbc) localizada na direcção da constelação de Boötes. Possui uma declinação de +15° 50' 29" e uma ascensão recta de 14 horas, 12 minutos e 15,7 segundos.
A galáxia NGC 5504 foi descoberta em 7 de Junho de 1880 por Édouard Jean-Marie Stephan.